# Marpissa leptochira
Marpissa leptochira är en spindelart som beskrevs av Tord Tamerlan Teodor Thorell 1881. Marpissa leptochira ingår i släktet Marpissa och familjen hoppspindlar. Inga underarter finns listade i Catalogue of Life.